# パワフルゴルフ
パワフルゴルフは、2011年3月17日にコナミデジタルエンタテインメントから発売されたニンテンドーDS用ゲームソフト。

## 概要
パワプロプロダクション制作のゴルフゲーム。プロデューサーは大峯誠、ディレクターは清水明彦。本作はサクセスモードや二頭身キャラといった実況パワフルプロ野球シリーズの特徴を受け継いだゲームとなっている。

## モード
- ワールドツアー

世界7地域117ホールのコースをめぐり、60以上の大会に挑戦する。
- サクセス

パワゴルくんを育ててプロゴルファーを目指す。
育てたパワゴルくんやサブストーリーをクリアしたキャラクターはワールドツアーで使用可能。
- 通信対戦

4人までのワイヤレス対戦。
- トレーニング

任意のコースやホールを選んでプレイできる1人用の練習モード。

## 主な登場キャラクター
パワゴルくん
パワプロくんそっくりの風貌だが、赤いサンバイザーを被っているため髪の毛が見える。